# Johannes Bell
Pour les articles homonymes, voir Bell.
Johannes Bell est un homme politique allemand, né le 23 septembre 1869 à Essen (Province de Rhénanie) et mort le 21 octobre 1949 à Würgassen (RFA).
Catholique et membre du Zentrum, il est ministre des Transports de 1919 à 1920 puis ministre de la Justice en 1926.

## Biographie

### Jeunesse
Johannes (Hans) Bell est le fils de Joseph Bell et Joséphine, née Steuer. Il fréquente l'école secondaire à Essen, à Dortmund et à Minden. Il étudie de 1886 à 1889 le droit et les sciences politiques aux universités de Tübingen, de Leipzig et de Bonn. Au cours de ses études, il est membre de l'Association des étudiants catholiques. Il obtient son doctorat en 1893 et est brièvement juge suppléant. En janvier 1894, il devient avocat et en 1900, devient notaire, à la Cour de Essen.

### Carrière politique
Il est membre dirigeant du Zentrum.
En 1900, il devient conseiller municipal et est élu en 1908 dans la circonscription de Düsseldorf à la Chambre des députés prussienne. De 1912 à 1918, il est élu au Reichstag pour la circonscription de Düsseldorf. De 1919 à 1920 il est membre de l'Assemblée nationale de Weimar. De 1919 à 1921, il est membre de l'Assemblée nationale prussienne. Il siège au Reichstag comme représentant de la circonscription de Düsseldorf de 1912 à 1933 et entre mai 1920 et octobre 1926 en est le vice-président.
Entre février et juin 1919, il est secrétaire d'État impérial aux Colonies. Entre le 21 juin 1919 et le 30 avril 1920, il est ministre des Transports. Durant cette courte période a lieu la nationalisation de tous les chemins de fer allemands. De mai 1926 à janvier 1927, sous le chancelier Wilhelm Marx, il est ministre de la Justice.
En 1919, Johannes Bell a signé pour le Reich allemand, avec Hermann Müller, ministre des Affaires étrangères, le traité de Versailles.
En 1933, après la prise de pouvoir des nazis, il se retire de la politique.